# ریکاردو کیارلو (بازیکن فوتبال)
ریکاردو کیارلو (انگلیسی: Riccardo Chiarello؛ زادهٔ ۹ اکتبر ۱۹۹۳) بازیکن فوتبال است.
از باشگاه‌هایی که در آن بازی کرده‌است می‌توان به باشگاه فوتبال کیه‌وو ورونا اشاره کرد.